# TNFRSF6B
Il recettore del fattore di necrosi tumorale 6B è una proteina recettoriale scoperta nel 1998 che, nell'essere umano, è codificata dal gene TNFRSF6B e fa parte della superfamiglia dei recettori del fattore di necrosi tumorale.

## Struttura
Il recettore è formato da 300 residui aminoacidici, dei quali 29 formano la sequenza necessaria per la trasduzione del segnale, ed è provvisto di quattro ripetizioni in tandem ricche in cisteina. Esistono due varianti differenti solo per il 5' UTR. A differenza di altri recettori per il TNF, questo esiste come proteina solubile e non come proteina di membrana.

## Funzione
Si ritiene che giochi un ruolo regolatorio inibendo l'apoptosi mediata da FasL e l'attivazione dei linfociti T e attivando l'angiogenesi tramite l'inibizione di TL1A. Lega inoltre TNFSF14.

## Significato clinico
L'aumentata espressione del gene che codifica per tale recettore è stata osservata in numerose neoplasie, in particolar modo quelle del tratto gastrointestinale, e la sua localizzazione è a livello del cromosoma 20, in un cluster genico ricco di geni potenzialmente correlati allo sviluppo di tumori.